# Ajayi Agbebaku
Ajayi Agbebaku (ur. 12 czerwca 1955 w Beninie) – nigeryjski lekkoatleta, specjalizujący się w trójskoku, uczestnik letnich igrzysk olimpijskich w Los Angeles (1984).

## Sukcesy sportowe
| Rok  | Miasto      | Zawody               | Konkurencja         | Wynik         |
| ---- | ----------- | -------------------- | ------------------- | ------------- |
| 1979 | Dakar       | mistrzostwa Afryki   | skok w dal trójskok | złoty medal   |
| 1983 | Edmonton    | uniwersjada          | trójskok            | złoty medal   |
| 1983 | Helsinki    | mistrzostwa świata   | trójskok            | brązowy medal |
| 1984 | Rabat       | mistrzostwa Afryki   | trójskok            | srebrny medal |
| 1984 | Los Angeles | igrzyska olimpijskie | trójskok            | 7. miejsce    |

- złoty medalista mistrzostw Nigerii[2]

## Rekordy życiowe
- skok w dal – 7,94 – Dakar 03/08/1979
- trójskok – 17,26 – Edmonton 08/07/1983 (rekord Nigerii)
- trójskok (hala) – 17,00 – Dallas 30/01/1982 (do 2018 halowy rekord Afryki)[3], rekord Nigerii